# Museu de Angra do Heroísmo

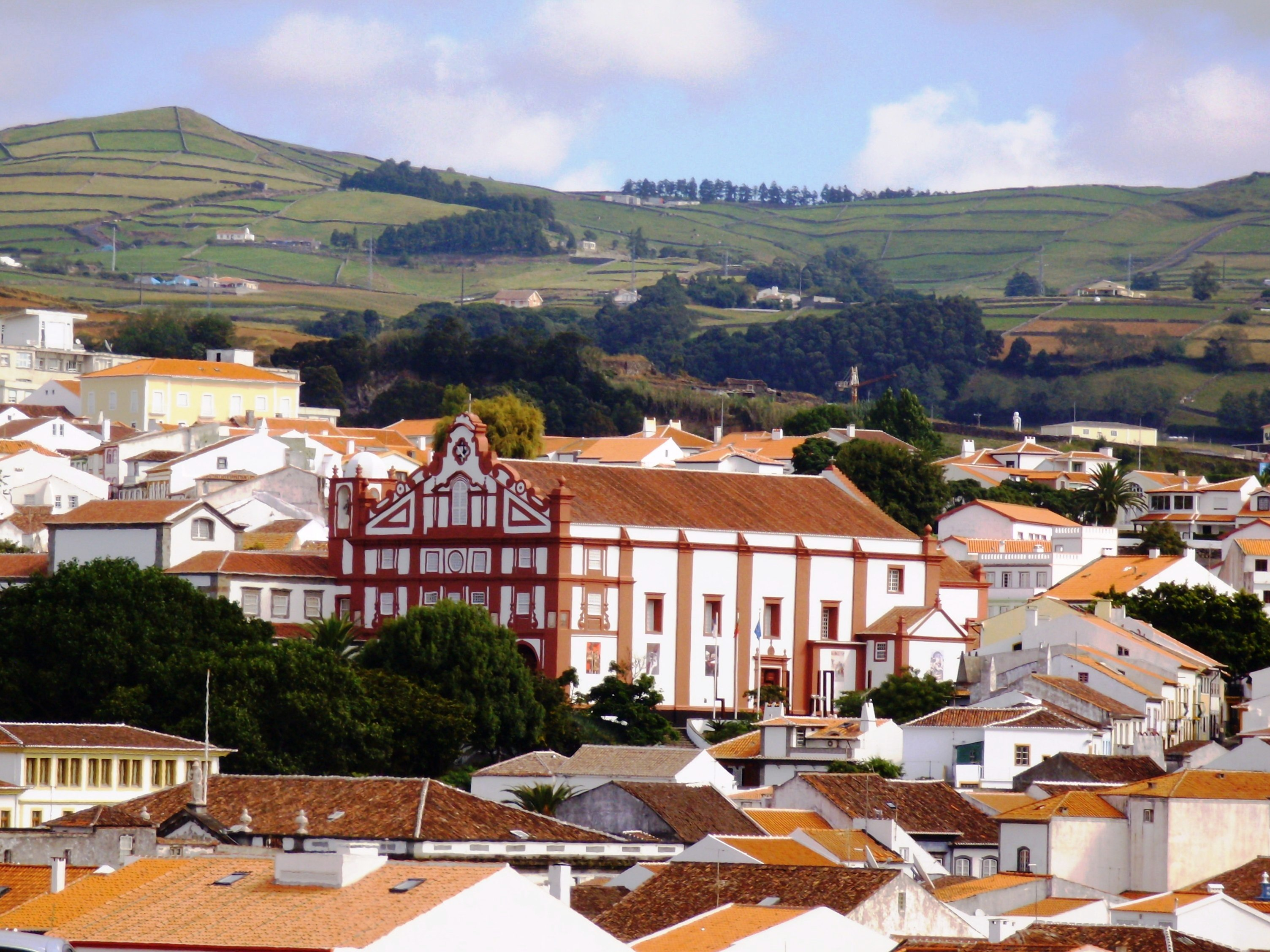
Igreja de N. Sra. da Guia: vista panorâmica.

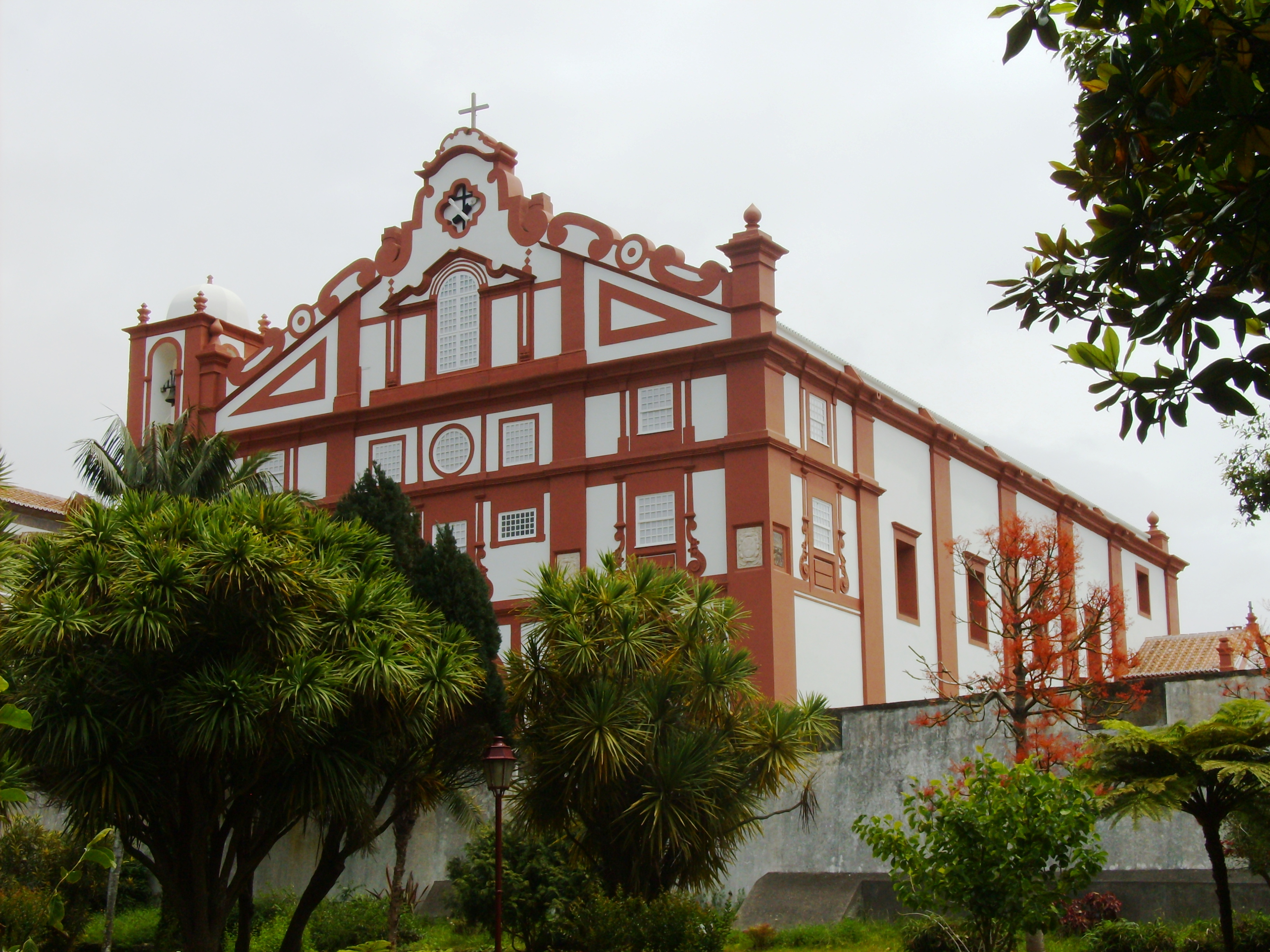
Igreja de N. Sra. da Guia: vista a partir do Jardim Duque da Terceira.

O Museu de Angra do Heroísmo constitui uma instituição museológica pública destinada à museografia e à promoção e divulgação da cultura açoriana, tendo como pólo museológico fundamental o Convento de São Francisco localizado no Centro Histórico de Angra do Heroísmo, na ilha Terceira, nos Açores.
O Museu conta com outros espaços que pela sua importância histórica são considerados de interesse cultural. São eles:
- Ermida da Boa Nova (Angra do Heroísmo);
- Ermida do Espírito Santo (Angra do Heroísmo);
- Império de São Pedro (Angra do Heroísmo);
- Forte de Santa Catarina do Cabo da Praia;
- Forte de São Pedro (Biscoitos);
- Carmina Galeria de Arte Contemporânea Dimas Simas Lopes;
- Núcleo de História Militar Manuel Coelho Baptista de Lima, instalado no edifício do extinto Hospital Militar da Boa Nova;
- Baterias Antiaéreas da 2.ª Guerra Mundial, no Monte Brasil.

## História
A instituição foi criada pelo Decreto-Lei n.º 37 358, de 30 de Março de 1949, por iniciativa da Junta Geral do Distrito Autónomo de Angra do Heroísmo, que o tutelou até à sua integração no Governo dos Açores em 1976.
A partir de 1969 foi instalado no seu atual local, nas dependências do antigo Convento de São Francisco, antigo edifício do século XVII, com claustro e igreja de grande porte arquitetónico.
Sofreu graves danos quando do grande sismo de 1 de janeiro de 1980, em virtude do que passou por demorado período de obras de recuperação, quando foram procedidas adequações e melhoria de funcionalidades do tradicional espaço museológico.
Atualmente conta com modernas instalações, em que são expostas parte das suas importantes colecções. Integra a Rede Regional de Museus.

## Espólio
O espólio do Museu de Angra é vasto e diversificado, abrangendo a história regional e as suas relações com o mundo. Destacam-se as suas coleções de etnografia, armaria e militaria, pintura, escultura, mobiliário, traje, transporte, cerâmica, instrumentos musicais, brinquedos, fotografias, medalhística e numismática, além de história natural.
Em termos de arte sacra, o acervo reparte-se em imaginária, alfaias e paramentaria.
No tocante a Artes Plásticas contemporâneas, destaca-se a coleção António Dacosta, artista natural de Angra do Heroísmo, reconhecido internacionalmente.